# Balsateres cisnerosi
Genre
Espèce
Synonymes
- Vaejovis cisnerosi Saavedra & Sissom, 2004
- Thorellius cisnerosi (Saavedra & Sissom, 2004)

Balsateres cisnerosi, unique représentant du genre Balsateres, est une espèce de scorpions de la famille des Vaejovidae.

## Distribution
Cette espèce est endémique du Michoacán au Mexique. Elle se rencontre dans la dépression de la Balsas vers Churumuco de Morelos, Huetamo, Carácuaro et La Huacana.

## Description
Le mâle holotype mesure 57,35 mm, les mâles mesurent de 44,30 à 57,35 mm et les femelles de 49,10 à 65,15 mm.

## Systématique et taxinomie
Cette espèce a été décrite sous le protonyme Vaejovis cisnerosi par Saavedra et Sissom en 2004. Elle est placée dans le genre Thorellius par Soleglad et Fet en 2008 puis dans le genre Balsateres par González Santillán et Prendini en 2013.

## Étymologie
Cette espèce est nommée en l'honneur de Sócrates Cisneros Paz.

## Publications originales
- Saavedra & Sissom, 2004 : « A new species of the genus Vaejovis (Scorpiones, Vaejovidae) endemic to the Balsas Basin of Michoacan, Mexico. » Journal of Arachnology, vol. 32, no 3, p. 539-544 (texte intégral).
- González Santillán & Prendini, 2013 : « Redefinition and generic revision of the North American vaejovid scorpion subfamily Syntropinae Kraepelin, 1905, with descriptions of six new genera. » Bulletin of The American Museum of Natural History, no 382, p. 1-71 (texte intégral).